# Васильев, Александр Алексеевич
Алекса́ндр Алексе́евич Васи́льев (1882—1918) — один из первых пилотов-авиаторов в России, участник Первой мировой войны.

## Биография
Родился в 1882 году в деревне Марьевка (Преображенка) Тамбовской губернии.
После окончания юридического факультета Казанского университета служил секретарем в Казанской судебной палате, готовился стать помощником судьи. Однажды он стал свидетелем полета аэроплана. Потрясенный увиденным, молодой человек «заболел» воздухом и уехал во Францию учиться профессии пилота-авиатора.

### Авиашкола
А. А. Васильев — выпускник школы Блерио, получивший 19 сентября 1910 года диплом пилота за номером 225. Летал в школе блестяще и был даже оставлен инструктором в ней. Этой чести до сей поры удостаивались только самые способные выпускники. Инструкторская деятельность Васильева во Франции длилась недолго — слишком тянуло домой.

### На пике славы
В Россию вернулся вместе с авиатором из той же школы, Виссарионом Кебуровым, в прошлом — железнодорожным мастером. Александр Алексеевич Васильев стал 17-м дипломированным авиатором в России, имевшим право совершать публичные полёты. Из Франции они привезли два самолёта «Блерио», с которыми предприняли поездку по городам России для демонстрации полётов (Варшава, города Поволжья и, наконец, Тифлис), популяризируя успехи авиации.
Первое «шоу» Васильев устроил 1 сентября 1910 года в Нижнем Новгороде, где установил всероссийский рекорд высоты — 1 тысяча метров. В Казани на полёт Васильева пришли посмотреть 40 тысяч человек (из 250 тысяч жителей города). Это было на ипподроме в районе озера Кабан. Девятнадцатиминутный полёт прошёл под неумолкающее «Ура!» и гром рукоплесканий. После посадки публика сорвалась с мест, пилота в восторге качали и на руках донесли до ангара. Позже Александру Алексеевичу вручили серебряный жетон с надписью «Первому Казанскому авиатору» и избрали почётным членом Казанского общества воздухоплавания.

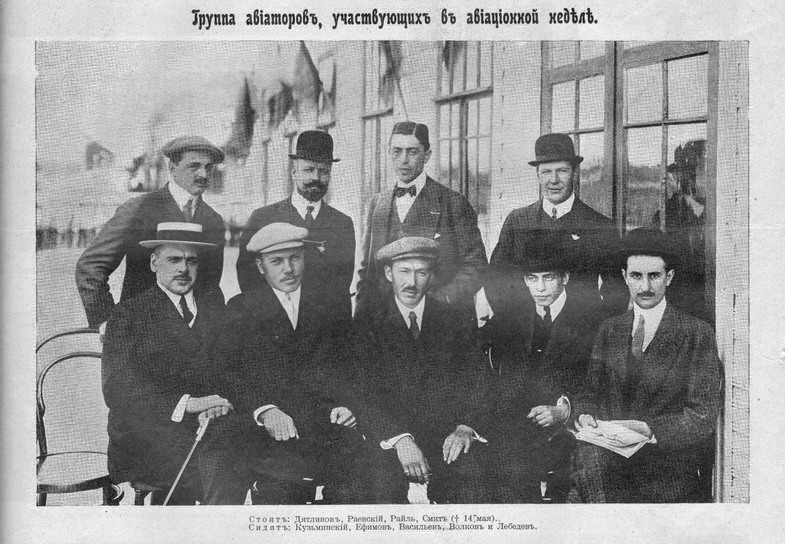
Вторая Авиационная неделя в Санкт-Петербурге, май 1911 года

В начале лета 1911 года на Ходынском поле, находившемся в ведении штаба Московского военного округа, где располагались военные лагеря, стрельбище и артиллерийский полигон, был выделен участок для установки наземных мишеней, впоследствии ставший аэродромом Московского общества воздухоплавания (MOB). Организованные МОВ с 27 мая по 7 июня авиационные соревнования отличались от остальных «авиамитингов», проходивших в России, прежде всего, обилием военных конкурсов. На Первой Московской авиационной неделе зрители могли своими глазами увидеть полёты русских авиаторов Ефимова, Габер-Влынского, Васильева, Масленникова и других. Хотя в состязании принимали участие только гражданские лётчики, по примеру Петербургской недели также выполнялись «упражнения военного характера»: бомбометание в нарисованный на поле броненосец, разведка, преследование воздушного шара и полёт для связи. Один из лётчиков — Б. С. Масленников (с офицером в качестве пассажира) летал на «Фармане VII» с пулемётом на борту. Это первый в России случай установки пулемёта на самолёте. 5 июня призы получил и Васильев за высоту и за удачное метание бомб… Он сбросил две бомбы на броненосец и удачно попал в боковую броневую башню. 4 и 7 июня вместе с другими летчиками участвовал в розыгрыша приза погони за аэростатом.
Авиатор Васильев — победитель знаменитого первого перелёта «Петербург — Москва», проводившегося (10—11 по старому стилю) 23—24 июля 1911 года. Установил несколько авиационных рекордов. Перелёт Петербург — Москва А. А. Васильев совершил за 24 часа 41 минуту. Во время перелёта Петербург — Москва А. А. Васильев пробыл в воздухе 9,5 часов. За первые сутки перелёта А. А. Васильев пролетел 677 км, превысив тем самым мировой рекорд французского авиатора Бомона. Сложность перелёта для мирового уровня развития техники того времени видна хотя бы из того, что Васильев — единственный из пилотов девяти участвовавших в перелёте самолётов, кому удалось преодолеть всю дистанцию.
Как победитель перелёта Петербург — Москва, удостоился счастья выслушать Высочайшую телеграмму следующего содержания:
Московскому губернатору Джунковскому.

Передайте авиатору Васильеву Мое искреннее поздравление с победой на перелёте Петербург — Москва и Мою благодарность за его готовность и впредь работать на пользу отечественного воздухоплавания, успехи и развитие которого близки Моему сердцу.

Николай.

Сухощавый, но крепкий и ловкий, с проницательными живыми глазами, он производит впечатление человека, попавшего в свою сферу, — такой портрет Васильева находим в февральском номере журнала «Вестник воздухоплавания» за тысяча девятьсот одиннадцатый год. Одним из блестящих достижений Васильева стал его перелёт из Елизаветполя в Тифлис. «Блерио» Васильева прошёл двести четыре километра на высоте тысяча пятьсот метров за один час пятьдесят пять минут. Его машина была первым самолётом, который увидели в небе Грузии. «Тифлисский листок» сообщал на своих страницах, что, узнав об этом перелёте Васильева, сам Блерио прислал ему восторженную телеграмму. Поздравив с успехом, Блерио сообщал, что дарит Васильеву самую последнюю модель своего самолёта.

### Профессия — пилот
Васильев был не только опытным пилотом, но и смелым человеком. Летая как-то в Харькове в сильный ветер, он попал в очень сложное положение: ветер перевернул его машину вверх колесами сразу же после взлета. Летчик не растерялся и справился с ситуацией. Публика восприняла этот переворот как уникальный трюк, а Васильев, по его воспоминаниям, отсчитывал последние секунды своей жизни.
С начала 1913 года А. А. Васильев работал летчиком-испытателем на петербургском заводе Первого Российского Товарищества Воздухоплавания (ПРТВ). Летал на всех типах самолётов, выпускаемых заводом.
Летчик участвовал и в публичных выступлениях. Летал вместе со своим другом Кузьминским в Лодзи, Варшаве, Вильно, Екатеринославе, Ростове-на-Дону, Пятигорске и других городах. Они демонстрировали высшую школу пилотажа, включая «мертвые петли».
В июле 1913 года Александр Алексеевич совершил перелет «Петербург—Москва—Петербург». Летное время составило 10 часов 52 минуты.

### Первая мировая
Первая мировая война круто изменила судьбы Васильева и его друга авиатора Кузьминского. В начале августа 1914 года друзья прибыли в штаб Юго-Западного фронта в качестве летчиков-охотников (добровольцев). Авиаторов назначили в девятую армию. Первый боевой полёт стал для Васильева последним. 10 августа 1914 года он вместе с наблюдателем генералом Мартыновым производил по заданию Штаба фронта разведку Львова. Но осколки неприятельской шрапнели повредили мотор его «Морана», вследствие чего пришлось совершить вынужденную посадку в неприятельском тылу, Васильев и генерал Мартынов попали в плен. Генерал Мартынов после трёх с половиной лет тяжёлого плена летом 1918 года вернулся в Москву. Васильев оставался в плену всю войну. Совершил попытку побега, после которой был заключён в лагерь строгого режима. Делались неоднократные попытки обмена его на пленных австрийских офицеров. В последнем документе от 31 декабря 1917 года австрийская сторона вторично сообщила, что пленный авиатор «признан неспособным к военной службе и будет отправлен в Россию с поездом инвалидов». Но этого не произошло.
Умер в плену. Где его могила, никто не знает, но имя героя навечно вписано в историю русской авиации.
Пророчески звучат слова, сказанные Александром Алексеевичем Васильевым на заре русской авиации:
Русской авиации принадлежит блестящее будущее. Необходим только опыт, нужна практика, чтобы наши природные качества, усиленные знаниями, создали могущественный воздушный флот, чтобы русская авиация заняла выдающееся место в кругу других держав.

## Сочинения
- Васильев А. А. В борьбе с воздушной стихией: Перелёт С. — Петербург — Москва в июле 1911 г. — М.: Типолит. Гроссман и Вендельштейн, 1912. — 55 с.

## Фильмография
- Вишневский В. Документальные фильмы дореволюционной России (1907—1916). — М., 1996. — 287 с.
- Казанская авиационная неделя (Полёты авиаторов в Казани). Хроника, мтр. неизв. Выпуск кинотеатра «Аполло»: 5/X 1910. Съёмки (8-16/IX) С. Ю. Эйгера полётов авиаторов А. А. Васильева, В. С. Кебурова, Леона Летара и Лафона на ипподроме Казанского общества поощрения коннозаводства (Сине-Фоно. — 1910. — № 2. — С. 17, 26; Камско-Волжская речь. — 1910. — № 578. — 5/X, 1).